# Чивителла-Ровето
Чивителла-Ровето (итал. Civitella Roveto) — коммуна в Италии, расположена в регионе Абруццо, подчиняется административному центру Л’Акуила.
Население составляет 3402 человека (на 2005 г.), плотность населения составляет 75,05 чел./км². Занимает площадь 45,33 км². Почтовый индекс — 67054. Телефонный код — 0863.
Покровителем населённого пункта считается святой Иоанн Креститель. Праздник ежегодно празднуется 24 июня.